# 拉蘭熱拉斯 (塞爾希培州)
10°48′21″S 37°10′12″W / 10.80583°S 37.17000°W

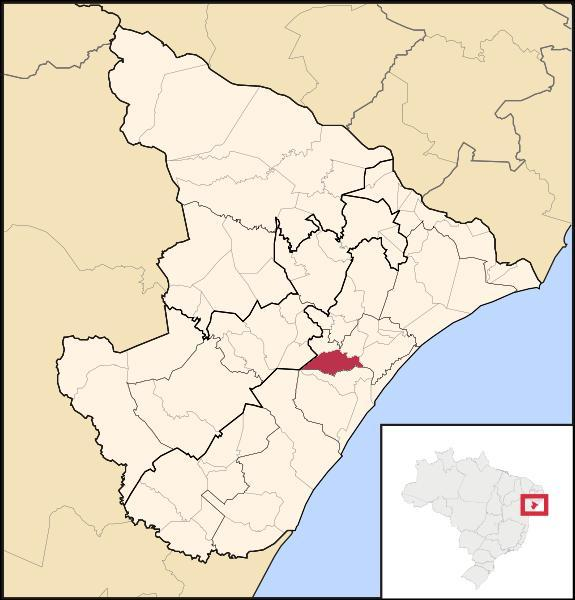

拉蘭熱拉斯（葡萄牙語：Laranjeiras），是巴西的城鎮，位於該國東北部，由塞爾希培州負責管轄，始建於1832年8月7日，面積163平方公里，海拔高度9米，2010年人口30,124，人口密度每平方公里185.34人。